# Mała Szczelina
Mała Szczelina – jaskinia w Dolinie Kościeliskiej w Tatrach Zachodnich. Wejście do niej znajduje się w zboczu Zbójnickiej Turni, w pobliżu Jaskini Ziobrowej, na wysokości 1087 metrów n.p.m. Jaskinia jest pozioma, a jej długość wynosi 6 metrów.

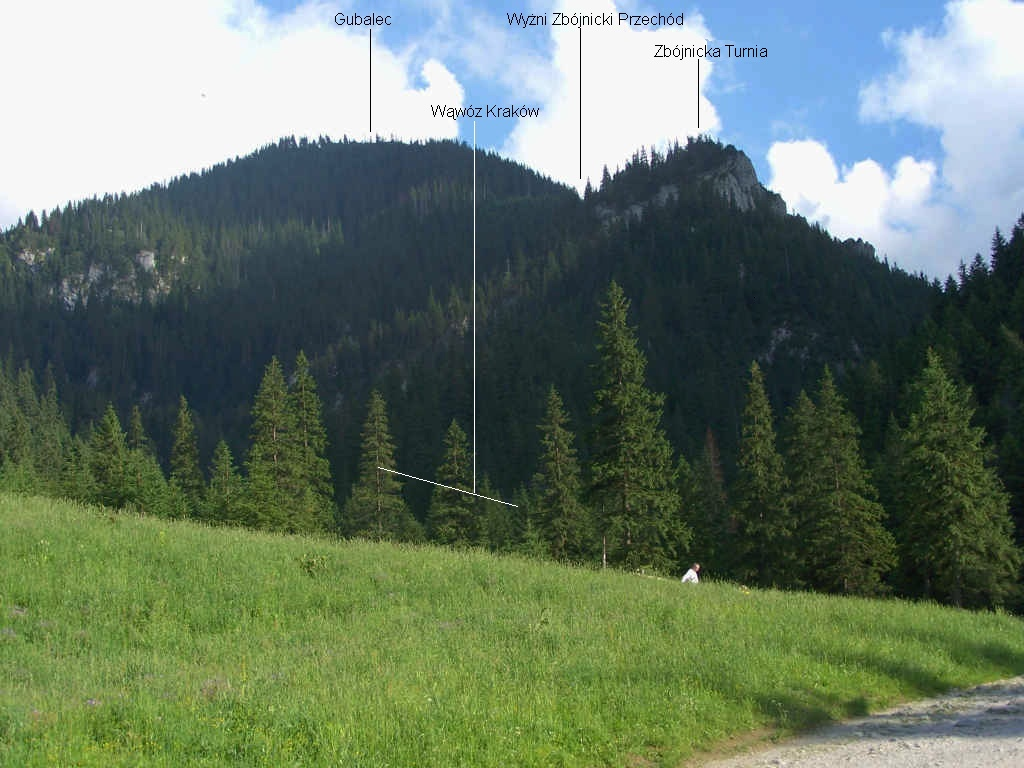
Zbójnickia Turnia

## Opis jaskini
Jaskinię stanowi wąski, szczelinowy, na początku idący w dół, a następnie w górę, korytarzyk zaczynający się w małym, szczelinowym otworze wejściowym, a kończący zawaliskiem.

## Przyroda
W jaskini brak jest nacieków. Ściany są suche, rosną na nich glony i porosty.

## Historia odkryć
Pierwszą wzmiankę o jaskini opublikował Z. Wójcik w 1966 roku. Jej plan i opis sporządził R.M. Kardaś przy pomocy M. Burkackiego i J. Szarana w 1976 roku.